# Audie Awards
Die Audie Awards (kurz oft: The Audies) sind Preise, mit denen die in Philadelphia ansässige Audio Publishers Association (APA) seit 1996 alljährlich herausragende in den Vereinigten Staaten produzierte Hörbücher auszeichnet. Der Preis wird gegenwärtig in rund 30 Kategorien vergeben, darunter „Audiobuch des Jahres“, „Herausragende Produktionsleistung“, „Mehrstimmige Inszenierungen“, „Hörspiel“, „Originalwerk“, „Weiblicher Erzähler“, „Männlicher Erzähler“, sowie für eine ganze Bandbreite fiktionaler und nichtfiktionaler Genres.
Zu den Sprechern, die am häufigsten an nominierten und preisgekrönten Produktionen beteiligt waren, zählen Katherine Kellgren, Simon Vance, Will Patton, Barbara Rosenblat, Dion Graham, Jim Dale, Edward Herrmann und Charlton Griffin.

## Preisträger (Ausgewählte Kategorien)

### Audiobuch des Jahres
- 2004 – J. K. Rowling: Harry Potter and the Order of the Phoenix, gelesen von Jim Dale (Listening Library)
- 2005 – Bill Clinton: My Life (Books on Tape, Inc.)
- 2006 – Douglas Adams: The Hitchhiker’s Guide Through the Galaxy, gelesen von Simon Jones (BBC Audiobooks America)
- 2007 – TNIV New Testament (Zondervan)
- 2008 – Diverse Autoren: The Chopin Manuscript, gelesen von Alfred Molina (Audible)
- 2009 – Neil Gaiman: The Graveyard Book, gelesen vom Autor (Harper Collins)[1]
- 2010 – Nelson Mandela: Nelson Mandelas Favorite African Folktales, gelesen von Samuel L. Jackson, Helen Mirren u. a. (Hachette Audio)
- 2011 – Keith Richards: Life, gelesen von Johnny Depp und Joe Hurley (Hachette Audio)
- 2012 – Tina Fey: Bossypants (Hachette Audio)
- 2013 – Graham Greene: The End of the Affair, gelesen von Colin Firth (Audible)
- 2014 – Billy Crystal: Still Foolin’ ‘Em (Macmillan Audio)
- 2015 – Mandela: An Audio History (Highbridge, Recorded Books)
- 2016 – Paula Hawkins: The Girl on the Train (Macmillan Audio)
- 2017 – Lin-Manuel Miranda, Jeremy McCarter: Hamilton: The Revolution (Hachette Audio)
- 2018 – George Saunders: Lincoln in the Bardo (Random House Audio)
- 2019 – Tomi Adeyemi: Children of Blood and Bone (Macmillan Audio)
- 2020 – Garrett M. Graff: The Only Plane in the Sky: An Oral History of 9/11 (Simon & Schuster Audio)
- 2021 – Susanna Clarke: Piranesi (Bloomsbury PLC)
- 2022 – Andy Weir: Project Hail Mary (Audible Studios)
- 2023 – Viola Davis: Finding Me (Harper Audio)
- 2024 – Bono: Surrender (Penguin Random House Audio)

### Fiction, ungekürzt (nur 1996–2007)
- 1996 – Earl Hamner: The Homecoming, gelesen von Richard Thomas (Audio Renaissance Tapes)
- 1997 – Stephen King: Green Mile Audio Box Set, gelesen von Frank Muller (Simon & Schuster Audio)
- 1998 – Kit Denton: The Breaker, gelesen von Terence Donovan (Bolinda Audio)
- 1999 – John Irving: A Widow for One Year, gelesen von George Guidall (Random House Audio)
- 2000 – Wally Lamb: I Know This Much is True, gelesen von Ken Howard (Harper Audio)
- 2001 – Tom Robbins: Fierce Invalids Home from Hot Climates, gelesen von Keith Szarabajka (Random House Audio)
- 2002 – Stephen King: The Talisman, gelesen von Peter Straub (Simon & Schuster Audio)
- 2003 – Jeffrey Eugenides: Middlesex, gelesen von Kristoffer Tabori (Macmillan Audio)
- 2004 – Ruth L. Ozeki: All Over Creation, gelesen von Anna Fields (Blackstone Audiobooks)
- 2005 – Russell Banks: The Darling, gelesen von Mary Beth Hurt (Chivers Sound Library)
- 2006 – Mitch Cullin: A Slight Trick of the Mind (Highbridge Audio)
- 2007 – Anna Quindlen: Rise and Shine, gelesen von Carol Monda (Recorded Books)

### Fiction (gekürzt und ungekürzt; seit 2008)
- 2008 – Sandra Dallas: Tallgrass (Macmillan Audio)
- 2009 – Stephen King: Duma Key (Simon & Schuster Audio)
- 2009 – Mary Ann Shaffer, Annie Barrows: The Guernsey Literaty and Potato Peel Pie Society (Books on Tape)
- 2010 – Kathryn Stockett: The Help (Penguin Audio)
- 2011 – Daniel Woodrell: Winter's Bone (Hachette Audio)
- 2012 – Pat Frank: Alas, Babylon (Audible, Inc.)
- 2013 – Margaret Atwood: The Handmaid's Tale (Audible, Inc.)
- 2014 – Stephen King: Doctor Sleep (Simon & Schuster Audio)
- 2015 – Anthony Doerr: All the Light We Cannot See (Simon & Schuster Audio)
- 2016 – Kristin Hannah: The Nightingale (Macmillan Audio)
- 2017 – Sabra Waldfogel: Sister of Mine (Brilliance Publishing)
- 2018 – Gail Honeyman: Eleanor Oliphant is Completely Fine (Penguin Audio)
- 2019 – Heather Morris: The Tattooist of Auschwitz (Harper Audio)
- 2020 – Elizabeth Gilbert: City of Girls (Penguin Random House Audio)
- 2021 – Kiley Reid: Such a Fun Age (Penguin Random House Audio)
- 2022 – Dawnie Walton: The Final Revival of Opal & Nev (Simon & Schuster Audio)
- 2023 – Jodi Picoult, Jennifer Finney Boylan: Mad Honey (Penguin Random House Audio)
- 2024 – Ann Patchett: Tom Lake (Harper Audio)

### Klassiker (1999–2020)
- 1999 – John Steinbeck: The Grapes of Wrath (Penguin Audiobooks)
- 2000 – C. S. Lewis: The Screwtape Letters (Audio Literature)
- 2001 – W. Somerset Maugham: Short Stories, Band 1 (Audio Connoisseur)
- 2002 – Betty Smith: A Tree Grows in Brooklyn (Harper Audio)
- 2003 – W. Somerset Maugham: Short Stories, Band 2 (Audio Connoisseur)
- 2004 – John Steinbeck:  (East of Eden) (Recorded Books, LLC)
- 2005 – Charles Dickens: A Christmas Carol (Listening Library)
- 2006 – Jules Verne: Around the World in Eighty Days (Random House Audio)
- 2007 – Harper Lee: To Kill a Mockingbird (Harper Audio/Caedmon)
- 2008 – Robert Louis Stevenson: Treasure Island (Random House Audio/Listening Library)
- 2009 – Charles Dickens: Great Expectations (Tantor Media)
- 2010 – Charles Dickens: Great Expectations (Audio Connoisseur)
- 2011 – Wilkie Collins: The Woman in White (Blackstone Audio)
- 2012 – Charles Dickens: The Life and Adventures of Nicholas Nickelby (Tantor Media)
- 2013 – Charles Dickens: Dombey and Son (Audio Connoisseur)
- 2014 – Sir Arthur Conan Doyle: The Complete Sherlock Holmes: The Heirloom Collection (Brilliance Audio)
- 2015 – John O’Hara: The New York Stories (Penguin Random House Audio)
- 2016 – Thomas Berger: Little Big Man (Recorded Books)
- 2017 – Yaa Gyasi: Homegoing (Penguin Random House Audio/Books On Tape)
- 2018 – Colm Tóibín: House of Names (Simon & Schuster Audio)
- 2019 – Charles Dickens: Bleak House (Audible Studios)
- 2020 – Ta-Nehisi Coates: The Water Dancer (Penguin Random House Audio)